# 신성 탐사 은하
신성 탐사 은하는 국제천문연맹의 CBAT가 신성을 추적하고 있는 은하이다.